# قره‌قوجالی (کردامیر)
قره‌قوجالی (به لاتین: Qaraqocalı) یک منطقه مسکونی در جمهوری آذربایجان است که در شهرستان کردامیر واقع شده است. قره‌قوجالی ۱۲۸۸ نفر جمعیت دارد.